# North Guwahati
North Guwahati è una suddivisione dell'India, classificata come town committee, di 16.131 abitanti, situata nel distretto di Kamrup, nello stato federato dell'Assam. In base al numero di abitanti la città rientra nella classe IV (da 10.000 a 19.999 persone).

## Geografia fisica
La città è situata a 26° 10' 60 N e 91° 43' 0 E e ha un'altitudine di 32 m s.l.m..

## Società

### Evoluzione demografica
Al censimento del 2001 la popolazione di North Guwahati assommava a 16.131 persone, delle quali 8.607 maschi e 7.524 femmine. I bambini di età inferiore o uguale ai sei anni assommavano a 1.634, dei quali 841 maschi e 793 femmine. Infine, coloro che erano in grado di saper almeno leggere e scrivere erano 11.833, dei quali 6.700 maschi e 5.133 femmine.